# Samsung Omnia W
Samsung Omnia W — коммуникатор производства компании Samsung, работающий на операционной системе Windows Phone 7.5 Mango. Аппарат является первым смартфоном корейского концерна на платформе Windows Phone, появившимся в продаже в России. Samsung Omnia W является преемником Samsung Omnia 7.

## Описание
Смартфон представляет собой моноблок с сенсорным Super AMOLED экраном размером 3,7 дюйма. Аппарат работает на процессоре Qualcomm MSM 8255 с частотой 1,4 ГГц, съёмном аккумуляторе ёмкостью 1500 мАч, оперативной памяти в 512 мегабайт и внутренней памяти объёмом 8 гигабайт. Смартфон имеет две камеры: основная 5 мегапикселей и фронтальная 0.3 мегапикселя.

## Интересные факты
- Существует мнение, что «W» в названии смартфона происходит от английского слова «Wonder», что переводится как «нечто удивительное»[5].